# Ido Tako
Ido Tako, född 4 november 2001, är en israelisk skådespelare.

## Biografi
Ido Tako slog igenom som skådespelare när han spelare Eric, en av huvudrollerna, i den israeliska dramaserien Sky. 2023 spelade han en av huvudrollerna i dramafilmen The Vanishing Soldier. 2024 spelade han en av huvudrollerna som Josef i netflixfilmen Jungfru Maria.

## Filmografi (i urval)
- 2021–2023 – Sky (TV-serie)
- 2023 – The Vanishing Soldier
- 2024 – Jungfru Maria
- 2024: svart utrymme
- 2025: tysken